# Franz Goldner
Franz Goldner (* 9. Oktober 1903 in Wien, Österreich-Ungarn; † 8. Januar 1992) war ein österreichisch-US-amerikanischer Rechtsanwalt und Publizist.

## Leben
Franz Goldner wurde am 9. Oktober 1903 als Sohn der jüdischen Eltern Ferenc Fülöp Moritz Moshe Efraim Goldner, genannt Moritz Goldner (* 8. August 1867 in Parutcza, nahe Nitra; † 9. Oktober 1942 im KZ Theresienstadt), und Hedwig Lichtenstein-Goldner (* 4. Dezember 1878 in Wien; † 1944 im KZ Auschwitz) in Wien geboren. Seine Eltern heirateten am 27. August 1899 im Wiener Stadttempel. Der Vater war als Kaufmann tätig. Seine Großeltern väterlicherseits waren Elias und Hermine Goldner (geborene Stein); seine Großeltern mütterlicherseits waren Dr. Max und Hermine Lichtenstein (geborene Pollak). Rund vier Jahre später kam sein Bruder Walter John Goldner-Garre (* 5. Juli 1907 in Wien; † 14. März 2001 in Palos Heights, Illinois) zur Welt.
Nach seiner allgemeinen Schulausbildung studierte er von 1922 bis 1926 Rechtswissenschaft an der Universität Wien und schloss das Studium im Jahr 1926 ab. 1923/24 war er als Volontär bei den Veitscher Magnesitwerken tätig. Im Jahr 1927 promovierte er zum Dr. iur. In den Jahren 1929/30 wirkte er als Vertreter einer Wiener Spiritusfirma in Kreka bei Tuzla in Bosnien und war danach von 1930 bis 1935 Rechtsanwaltskonzipient bei verschiedenen Kanzleien in Wien, Neusiedl am See, Gloggnitz und Wiener Neustadt.
Am 13. Dezember 1934 heiratete er in Sauerbrunn seine Frau Alice (geborene Karpfen; * 22. August 1903 in Wien bzw. Wiener Neustadt; † 26. März 1991). Im Jahr 1935 eröffnete er eine Rechtsanwaltskanzlei in Wiener Neustadt und trat für einen parteiübergreifenden Widerstand gegen den Austrofaschismus ein. Im März 1938 wurde Goldner kurzfristig verhaftet und emigrierte nach seiner Freilassung im Juni 1938 nach Paris, wo er Gelegenheitsarbeit nachging und vermutlich ein Mitglied der Ligue Autrichienne, einer Gruppe Exil-Österreicher, unter Hans Rott war. Nachdem er im Herbst 1939 für zwei Monate interniert gewesen war, trat er bald darauf mit seiner damals schwangeren Frau den Weg in die zukünftige Heimat, die Vereinigten Staaten, an und kam am 27. Mai 1940 an Bord der SS Champlain in New York City an. Am 23. September 1940 kam ihr gemeinsames Kind, der spätere Arzt Frank, in New York City zur Welt. Nur rund zwei Monate nach ihrer Einreise in die USA reichte das Ehepaar Declaration of Intention, die Absichtserklärung US-Staatsbürger werden zu wollen, ein. Zwischen 1941 und 1943 studierte Goldner Rechtswissenschaft am City College of New York und an der zur St. John’s University gehörenden St. John’s University School of Law, um auch in der neuen Heimat seinem Beruf als Rechtsanwalt nachgehen zu können. 1943 schloss er das Studium mit einem Bachelor of Laws (LL. B.) ab. Zeitweise leistete Goldner Mitarbeit bei deutschsprachigen Rundfunksendungen und war von 1944 bis 1945 Law Clerk und ab 1946 Rechtsanwalt in New York, wobei er als solcher besonders mit Wiedergutmachungsfällen befasst war.
1974 wurde Goldner vom österreichischen Bundespräsidenten der Berufstitel Professor verliehen. Um 1975 war er Mitglied der vier Jahre zuvor auf Anregung vom damaligen Bundeskanzler Bruno Kreisky und des damaligen Nationalratspräsidenten Alfred Maleta begründeten und im Österreichischen Staatsarchiv situierten Wissenschaftlichen Kommission des Theodor-Körner-Stiftungsfonds und des Leopold-Kunschak-Preises zur Erforschung der österreichischen Geschichte der Jahre 1927 bis 1938, deren Ergebnisse seit 2018 ein Weltdokumentenerbe der UNESCO bilden. Darüber hinaus war er Mitbegründer des Austrian Studies Program an der State University of New York at Fredonia und unterhielt eine ausgedehnte Vortragstätigkeit zur Zeitgeschichte in den USA und in Österreich. 1974/75 gab er unter anderem Vorlesungen an seiner Alma Mater, der Universität Wien, von der er 1977 das Goldene Doktorat verliehen bekam.
Goldner fiel durch politisch-historische Fachschriften und Erinnerungen auf, die er vor allem in den 1970er und 1980er Jahren auch in deutscher Sprache zu Buch brachte. 1972 veröffentlichte er etwa Die österreichische Emigration 1938–1945, ein Buch, das 1977 in einer zweiten erweiterten Auflage erschien. 1979 folgte das Buch Dollfuss im Spiegel der US-Akten. Aus den Archiven des Secretary of State, Washington – bisher unveröffentlichte Berichte der US-Botschaften Wien–Berlin–Rom–London–Paris–Prag. Im Jahr 1983 publizierte er das Buch Flucht in die Schweiz. Die neutrale Schweiz und die österreichische Emigration 1938–1945. Zwei Jahre später veröffentlichte Goldner über den Europa Verlag die Autobiographie Vorher und nachher. Der Weg eines Österreichers, in der er über seine Jugend während der Zwischenkriegszeit, sein politisches Engagement und den Kampf im Untergrund, die Emigration über Frankreich in die Vereinigten Staaten und den Versuch, dort eine neue Existenz zu gründen, berichtete. Außerdem beschrieb er in dem Buch seine aktive Teilnahme an den Bemühungen um die Bildung einer österreichischen Exilregierung.
Ein knappes Jahr nach dem Ableben seiner Ehefrau starb Goldner am 8. Januar 1992 im Alter von 88 Jahren.

## Werke (Auswahl)
- 1972: Die österreichische Emigration 1938–1945 (2. erweiterte Auflage, 1977)
- 1979: Dollfuss im Spiegel der US-Akten. Aus den Archiven des Secretary of State, Washington – bisher unveröffentlichte Berichte der US-Botschaften Wien–Berlin–Rom–London–Paris–Prag
- 1983: Flucht in die Schweiz. Die neutrale Schweiz und die österreichische Emigration 1938–1945
- 1985: Vorher und nachher. Der Weg eines Österreichers (Erinnerungen/Autobiographie)